# Тронберри, Марв
Марвин Юджин Тронберри (англ. Marvin Eugene Throneberry, 2 сентября 1933, Коллиервилл, Теннесси — 23 июня 1994, Фишервилл, там же) — американский бейсболист, игрок первой базы. Выступал в Главной лиге бейсбола с 1955 по 1963 год. Победитель Мировой серии 1958 года в составе «Нью-Йорк Янкис».

## Биография
Марвин Тронберри родился 2 сентября 1933 года в Коллиервилле в штате Теннесси. Он был одним из четырёх детей в семье фермера Уолтера Тронберри и его супруги Мэри Элис. Его старший брат Фэй был профессиональным бейсболистом, выступал в Главной лиге бейсбола в течение восьми лет. Их детство прошло на семейной ферме в Фишервилле. Тронберри окончил старшую школу Саут-Сайд в Мемфисе, играл за её бейсбольную команду и дважды включался в состав сборной звёзд города. В 1952 году он подписал контракт с клубом «Нью-Йорк Янкис», получив бонус в размере 50 тысяч долларов.
В младших лигах Тронберри быстро заработал репутацию одного из самых опасных отбивающих. В дебютном сезоне 1952 года он выбил 16 хоум-ранов в 88 матчах. В 1953 году он выбил 30 хоум-ранов, в 1954 — 21. С 1955 по 1957 год, играя за «Денвер Беарс» в чемпионате Американской ассоциации, Тронберри неизменно был лидером лиги по этому показателю. В 1956 году его признали Самым ценным игроком лиги. На этом этапе карьеры его сравнивали с Микки Мэнтлом, высоких оценок он удостаивался от ряда тренеров, сотрудников клуба и журналистов. Интерес к молодому игроку проявляли другие клубы лиги, но «Янкис» отказывались его обменивать.
В основной состав «Янкис» он попал только в 1958 году, хотя свой первый матч в Главной лиге бейсбола Тронберри провёл в сентябре 1955 года. Одной из главных причин этого было большое количество талантливых игроков в составе команды, которая под руководством Кейси Стенгела шесть раз за восемь лет победила в Мировой серии. Занять место на первой базе Тронберри смог только после того, как Джо Коллинз объявил о завершении карьеры, а Билл Сковрон получил травму. После возвращения последнего в строй игровое время Тронберри снова сократилось. В регулярном чемпионате 1958 года он сыграл в 60 матчах, чаще выходя на поле в роли пинч-хиттера. В победной Мировой серии он появился на поле только один раз в первом матче, получив страйкаут. В 1959 году игровое время Тронберри сократилось ещё сильнее. Он сыграл в 44 матчах, отбивая с эффективностью 24,0 % и выбив восемь хоум-ранов. После окончания сезона его обменяли в «Канзас-Сити Атлетикс».
В составе «Атлетикс» Тронберри за два неполных сезона провёл 144 матча, после чего был обменял в «Балтимор Ориолс» на аутфилдера Джина Стивенса. В регулярном чемпионате 1962 года он провёл за «Ориолс» только девять матчей. В мае он был обменян в «Нью-Йорк Метс», которых тогда возглавлял Стенгел, считавший что Тронберри не полностью раскрыл свой потенциал. Для «Метс» этот сезон был первым в истории клуба. Команда завершила его с 40 победами при 120 поражениях. Тронберри стал одним из символов этого неудачного года, допустив 17 ошибок при игре в защите всего в 97 играх. При этом несколько его хоум-ранов принесли команде победы в драматично складывавшихся матчах, сделав игрока любимцем болельщиков. От них Тронберри получил прозвище «Потрясающий Марв» (англ. Marvelous Marv). У него был собственный фан-клуб, в который входило около 5 тысяч человек. В день он получал до сотни писем от болельщиков.
Перед началом сезона 1963 года Тронберри хотел повышения зарплаты, но генеральный менеджер клуба Джордж Вайсс отказался пересматривать контракт. Все предсезонные сборы игрок пропустил, а «Метс» за это время выменяли у «Лос-Анджелес Доджерс» игрока первой базы Тима Харкнесса. В результате уже 9 мая Тронберри был отправлен в фарм-клуб «Баффало Байзонс». Вернуться ему уже не удалось и в 1964 году он объявил о завершении карьеры.
Закончив играть, Тронберри стал звездой рекламной кампании пива Miller Lite. Он продолжал пользоваться большой популярностью у болельщиков «Метс», продолжавших скандировать его фамилию на трибунах. Оставшуюся часть жизни он провёл в Фишервилле в Теннесси, где и скончался от рака 23 июня 1994 года. После его смерти колумнист New York Times Джордж Векси написал: «Тронберри никогда не хотел быть привлекательной иконой бездарности, но когда это случилось, он согласился с этим. Он стал Потрясающим Марвом, абсолютным олицетворением команды».